# پره-سانت-دیدیر
پره-سانت-دیدیر (به ایتالیایی: Pré-Saint-Didier) یک کومونه در ایتالیا است که در واله دائوستا واقع شده‌است. پره-سانت-دیدیر ۳۴ کیلومتر مربع مساحت و ۹۵۹ نفر جمعیت دارد و ۱٬۰۰۴ متر بالاتر از سطح دریا واقع شده‌است.